# Железничка станица Ћуприја
Железничка станица Ћуприја је једна од железничких станица на прузи Београд—Ниш. Налази се насељу Ћуприја у општини Ћуприја. Пруга се наставља у једном смеру ка Параћину и у другом према према Јагодини. Железничка станица Ћуприја састоји се из 5 колосека.